# Löskessjön
Löskessjön är en sjö i Älvdalens kommun i Dalarna och ingår i Dalälvens huvudavrinningsområde. Sjön har en area på 0,369 kvadratkilometer och ligger 758 meter över havet. Vid provfiske har elritsa, lake, sik och öring fångats i sjön.

## Delavrinningsområde
Löskessjön ingår i det delavrinningsområde (688125-135833) som SMHI kallar för Ovan Falkbäcken. Medelhöjden är 752 meter över havet och ytan är 36,48 kvadratkilometer. Räknas de 38 avrinningsområdena uppströms in blir den ackumulerade arean 354,8 kvadratkilometer. Fjätan (Kölån) som avvattnar avrinningsområdet har biflödesordning 2, vilket innebär att vattnet flödar genom totalt 2 vattendrag innan det når havet efter 479 kilometer. Avrinningsområdet består mestadels av skog (73 procent). Avrinningsområdet har 0,8 kvadratkilometer vattenytor vilket ger det en sjöprocent på 2,2 procent. Bebyggelsen i området täcker en yta av 0,53 kvadratkilometer eller 1 procent av avrinningsområdet.